# San Chiaffredo
Chiaffredo, o Teofredo o  Jafredo (III secolo – Piemonte, III secolo), è stato un militare romano è venerato come santo patrono di Saluzzo assieme a san Costanzo.

## Agiografia
La tradizione lo considera un membro della leggendaria Legione Tebana, ma invece di essere martirizzato con questa legione ad Agaunum (nell'attuale Svizzera), fuggì in Piemonte e fu martirizzato lì.
Tuttavia non è menzionato esplicitamente nel Martirologio Romano, che include san Maurizio e la Legione tebana nel suo complesso, senza nominare specificatamente Chiaffredo.

## Culto
A causa della sua presunta appartenenza alla Legione tebana, egli è venerato dalla Chiesa copta.

Il culto di questo santo nacque in un contesto affatto particolare. Pare infatti, come narra un'antica leggenda, che all'inizio del sec. XIV, nell'allora sperduta località di Crissolo (oggi in provincia di Cuneo), svariate volte una persona cadde da un dirupo senza riportare alcun danno fisico. La cosa destò stupore tra i testimoni dell'accaduto, facendoli gridare al miracolo. Il casuale rinvenimento operato da un contadino, arando il terreno ai piedi del dirupo, di un sarcofago contenente i resti di un corpo umano, fece supporre alla popolazione locale che si trattasse di un santo per la cui intercessione si era salvato da più incidenti il loro compaesano, tutto ciò si disse in seguito a rivelazione divina. Nel dialetto locale a questo misterioso personaggio fu attribuito il nome di “San Ciafrè” e sulla sua tomba sorse il celebre santuario di Crissolo.
Su quest'ultimo le prime notizie certe risalgono al 1387, quando da Avignone un “Breve” dell'antipapa Clemente VII concedette indulgenze a chi avesse fatto visita a tale chiesa ed avesse offerto il proprio contributo per le necessarie riparazioni. La leggenda tramandata da Guglielmo Baldesano verso la fine del XVI secolo, narrò di un certo Teofredo o Chiaffredo o Jafredo, questi i nomi con cui ancora oggi viene talvolta indicato, soldato della famosa Legione tebana di stanza in Gallia, fuggito poi in Piemonte per non sacrificare agli idoli e martirizzato a Crissolo nel 270 circa, sotto gli imperatori Diocleziano e Massimiano. La leggenda non ha evidentemente alcun fondamento storico, poiché è infatti ben poco probabile che un legionario del III secolo portasse un nome di così chiara impronta germanica. Pare inoltre che il sepolcreto di Crissolo, del quale faceva parte il sarcofago di Chiaffredo, fosse riservato esclusivamente a pagani.
Nel 1902 uno studioso avanzò l'azzardata ipotesi che Chiaffredo fosse da identificarsi con Teofredo, abate del monastero di Calmiliac presso Le Puy-en-Velay, ucciso dai Saraceni nell'VIII secolo e venerato anche in Piemonte. Se però si prende per buona questa identificazione, resterebbe inspiegata la presenza di due corpi del santo a Puy ed a Crissolo. Il corpo di San Chiaffredo fu trasferito prima nel castello di Revello nel 1593, poi nel duomo di Saluzzo nel 1642. Il vescovo di Saluzzo monsignor Tornabuoni, in occasione del sinodo del 1516, estese all'intera diocesi il culto del santo, eleggendolo quale celeste patrono insieme con l'altro celebre soldato tebeo San Costanzo. Le statue dei due martiri svettano infatti ai lati dell'altar maggiore della cattedrale saluzzese.
Il presupposto che San Chiaffredo abbia militato nella Legione tebana gli ha simbolicamente conferito la nazionalità egiziana, fattore che ha contribuito alla diffusione del suo culto anche presso la Chiesa Copta, che venera dunque tanto San Maurizio quanto tutti quei suoi leggendari compagni il cui ricordo è tramandato in un qualche piccolo santuario d'Europa.
L'iconografia relativa a San Chiaffredo è solita presentarlo con tutti gli attributi tipici dei soldati tebei: la palma del martirio, la spada, lo stendardo con croce rossa in campo bianco e la Croce Mauriziana, cioè trilobata, sul petto.
L'assenza di una citazione esplicita di San Chiaffredo sul Martyrologium Romanum, come d'altronde di gran parte dei martiri pseudo-tebei, è giustificata dalla volontà di evitare un'eccessiva proliferazione di santi storicamente incerti, preferendo dunque così comprendere tutti i presunti compagni di San Maurizio nella celebrazione del 22 settembre e riservando alla Chiese locali la facoltà di inserire nei calendari diocesani le loro festività proprie nelle date tradizionali.